# 瑞浪インターチェンジ
瑞浪インターチェンジ（みずなみインターチェンジ）は、岐阜県瑞浪市明世町戸狩（一部施設は明世町山野内）にある中央自動車道のインターチェンジである。
瑞浪市、加茂郡八百津町東部の最寄りICである。

## 道路
- E19 中央自動車道（29番）

## 接続する道路
- 岐阜県道47号瑞浪インター線 (直結)
  - 国道19号

## 料金所
- ブース数：4

### 入口
- ブース数：2　
  - ETC専用：1　
  - 一般：1

### 出口
- ブース数：2　
  - ETC専用：1　
  - 一般：1

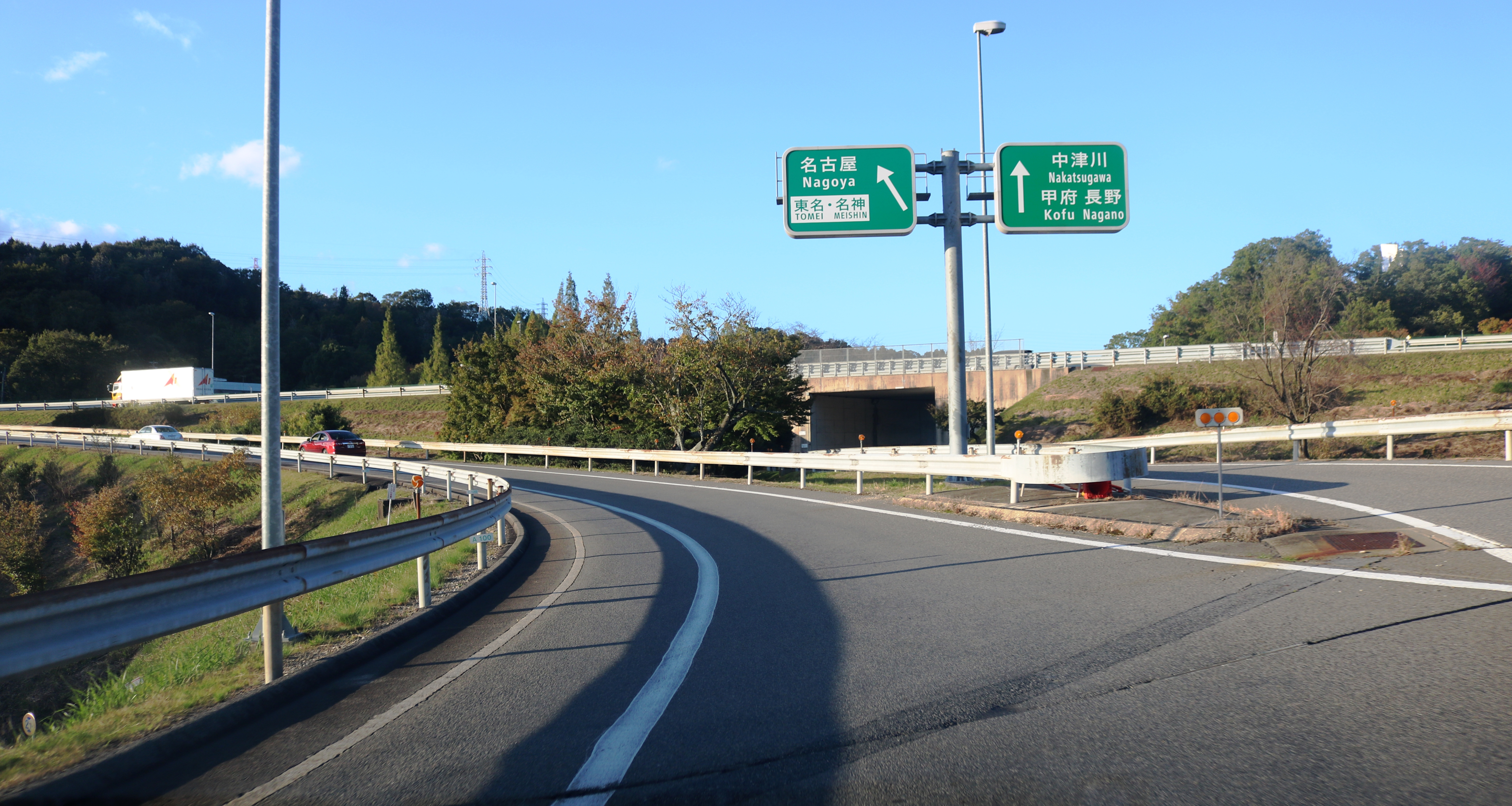
入口案内板
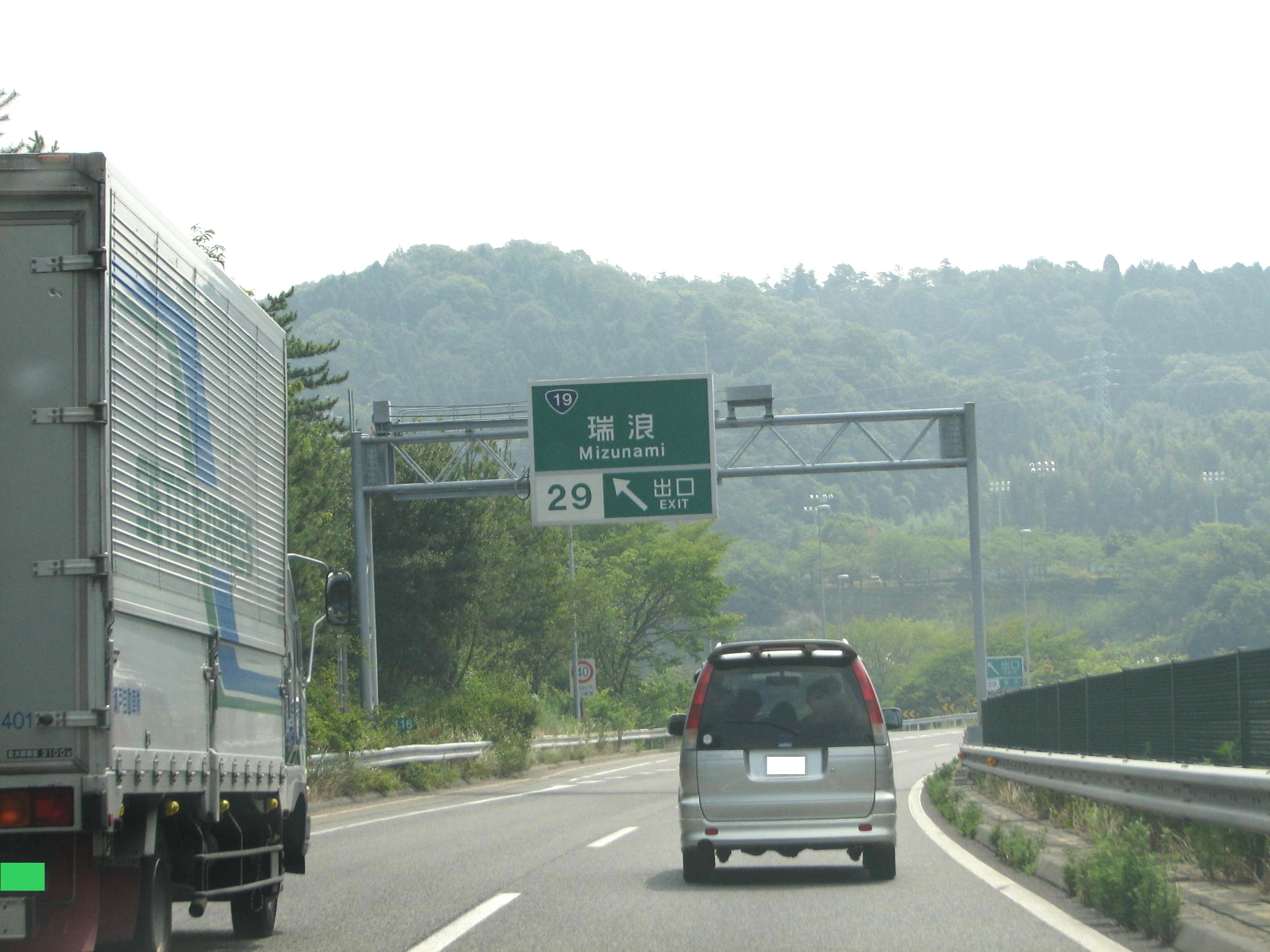
出口案内板

## 周辺
- JR東海 中央本線 瑞浪駅
- 瑞浪市民公園
  - 瑞浪市化石博物館
  - 瑞浪市陶磁資料館
  - 瑞浪市市之瀬廣太記念美術館
  - 瑞浪市地球回廊
  - 瑞浪市民体育館
- 岐阜県先端科学技術体験センター（サイエンスワールド）
- ミュージアム中仙道
- 瑞浪市役所
- 瑞浪市総合文化センター
  - 瑞浪市民図書館
- 瑞浪市立明世小学校
- 瑞浪市立瑞浪小学校
- 明世温泉

## 隣
E19 中央自動車道
(28)恵那IC/BS - 屏風山PA - (29)瑞浪IC - (30)土岐IC/BS